# James McArthur
James McArthur est un footballeur international écossais, né le 7 octobre 1987 à Glasgow en Écosse. Il évolue actuellement en Premier League au Crystal Palace au poste de milieu de terrain.
Il a été formé dans le club écossais de l'Hamilton Academical FC. Il a rejoint Wigan à l'été 2010.

## Palmarès
- Hamilton Academical
  - Scottish League D2
    - Champion : 2008
- Wigan Athletic
  - FA Cup
    - Champion 2013
- Crystal Palace
  - Finaliste de la Coupe d'Angleterre en 2016.